# Sound of Music pt.1
《Sound of Music Pt. 1》은 대한민국의 인디 록 밴드 잔나비의 네 번째 정규 음반이다. 2025년 4월 28일, 페포니 뮤직을 통해 발매되었다. 이 음반에는 총 8곡이 수록되어 있으며, aespa의 카리나가 피처링한 〈사랑의이름으로!〉가 타이틀곡으로 선정되었다.

## 배경
2025년 4월 7일, 잔나비의 공식 소셜 미디어 채널을 통해 티저 영상이 공개되었다. 영상 속에서 두 멤버는 깔끔한 흰 셔츠 차림으로 등장해 정중하게 악수하고 서류에 서명하는 모습을 보였다. 노란색 원으로 표시된 날짜와 번개 모양의 로고가 그려진 탁상 달력은 4월 28일, 음반 발매일의 상징성을 암시했다. 《Sound of Music Pt. 1》은 2023년 6월에 발표한 싱글 〈pony〉 이후 약 1년 10개월 만에 공개되는 신보다. 또한 잔나비의 데뷔 11주년을 기념하는 작품이기도 하다. 음반 발매에 앞서 잔나비는 제작 과정을 다룬 셀프 인터뷰 시리즈와 새로운 프로필 사진을 공개하며 음반의 방향성을 예고했다. 멤버들은 음악을 단지 아티스트로서가 아닌, 자신의 삶에서 기쁨을 다시 발견하게 해주는 존재로 되새기며 음악에 대한 현재의 생각을 전했다. 이번 음반은 향수를 중심 주제로 삼고 있지만, 사운드 콜라주적인 접근을 지향했다. 4월 21일에는 aespa의 카리나가 타이틀곡에 피처링으로 참여한다는 소식이 소셜 미디어를 통해 공개되었다.

## 발매 및 홍보
잔나비는 2025년 4월 26일부터 27일, 5월 3일부터 4일까지 서울 잠실실내체육관에서 단독 콘서트 《모든 소년 소녀들 2025》를 개최하였다. 〈모든 소년 소녀들〉는 네 번째 정규 음반의 수록곡 중 하나이다. 서울 공연의 첫 주는 음반 발매 이전의 라이브 무대로, 두 번째 주는 발매 이후의 스페셜 라이브로 구성되었다. 이후 잔나비는 6월 14일과 15일 광주 광주여자대학교 유니버시아드 체육관, 6월 28일과 29일 대구 엑스코 동관 6홀에서 공연을 이어갈 예정이다.

## 곡 목록
작사는 모두 최정훈이 맡았고, 작곡은 모두 특별한 언급이 없는 한 최정훈, 김도형이 맡았다.
| #  | 제목                                        | 작곡                                            | 재생 시간 |
| -- | ------------------------------------------- | ----------------------------------------------- | --------- |
| 1. | 〈뮤직〉                                    |                                                 | 1:45      |
| 2. | 〈FLASH〉                                   |                                                 | 3:13      |
| 3. | 〈아윌다이포유♥x3〉                         |                                                 | 3:18      |
| 4. | 〈사랑의이름으로!〉 (Feat. 카리나 of aespa) |                                                 | 3:25      |
| 5. | 〈옥상에서 혼자 노을을 봤음〉               |                                                 | 3:22      |
| 6. | 〈Juno! 무지개 좌표를 알려줘!〉             | 최정훈, 김도형, HAEUN, 이준규, SHINDRUM, 곽진석 | 1:36      |
| 7. | 〈모든 소년 소녀들1 : 버드맨〉              |                                                 | 3:45      |
| 8. | 〈모든 소년 소녀들2 : 무지개〉              |                                                 | 4:56      |